# ناتالی نووسل
ناتالی نووسل (انگلیسی: Natalie Novosel؛ زادهٔ ۲۲ نوامبر ۱۹۸۹) بازیکن بسکتبال اهل ایالات متحده آمریکا است.
وی در مسابقات کشوری و بین‌المللی در مجموع برندهٔ ۱ مدال طلا شده‌است.